# Richard Antinucci

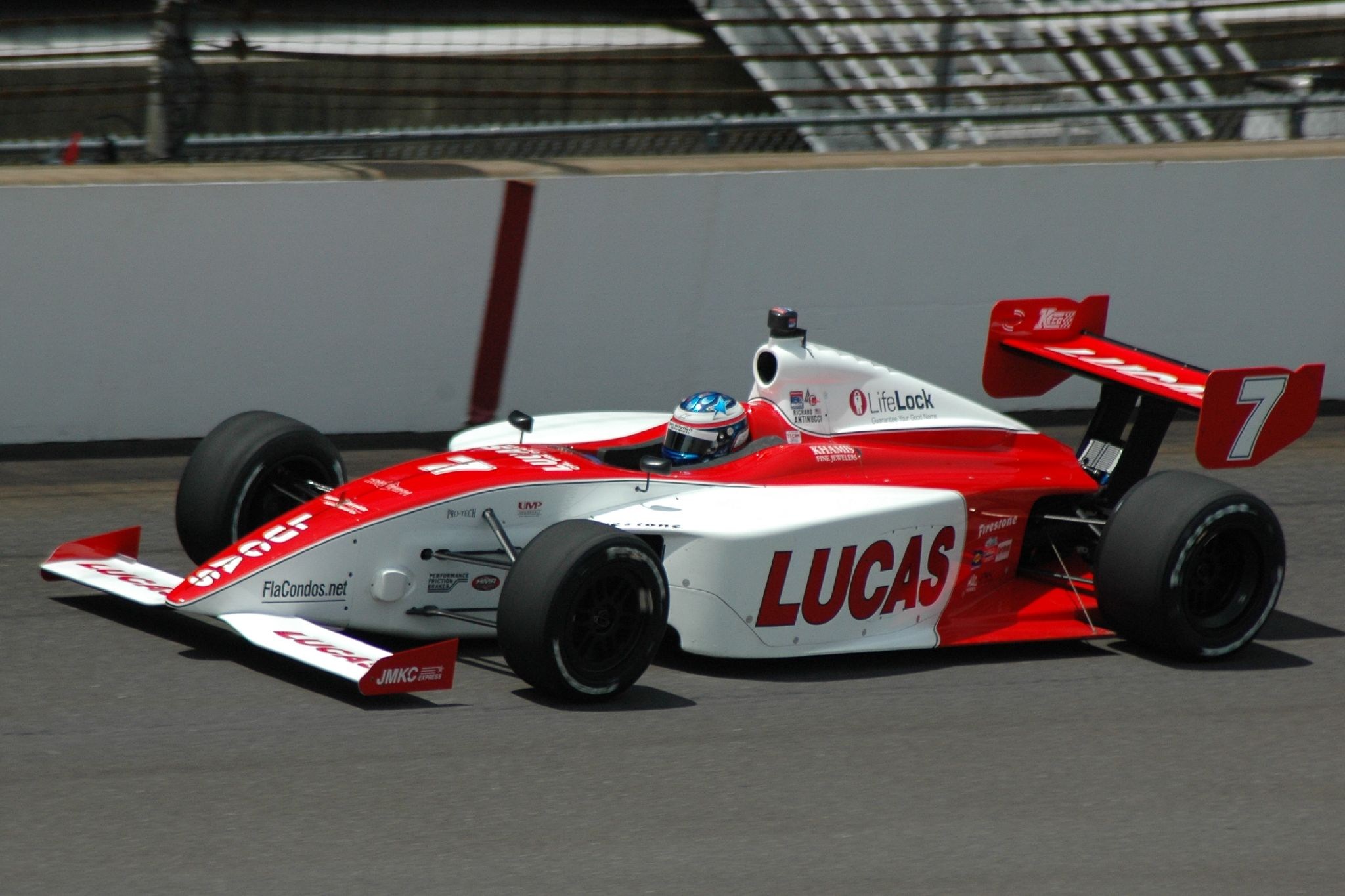
Richard Antinucci 2008 in der Indy-Lights-Serie

Richard Antinucci (* 26. Januar 1981 in Rom, Italien) ist ein ehemaliger US-amerikanischer Automobilrennfahrer. Er ist ein Neffe des ehemaligen Formel-1-Fahrers Eddie Cheever.

## Karriere
Antinucci begann seine Motorsportkarriere 1989 im Kartsport, den er bis 1997 ausübte. 1998 machte er in der italienischen Formel Ford seine ersten Erfahrungen im Formelsport. Nachdem er 1999 in der Wintermeisterschaft der britischen Formel Renault an den Start gegangen war, trat er 2000 im Formel Renault 2.0 Eurocup und in der italienischen Formel Renault an. Am erfolgreichsten war der US-Amerikaner im Eurocup, in dem er mit einem Sieg den vierten Gesamtrang belegte. 2001 wechselte Antinucci zu Manor Motorsport in die britische Formel Renault und gewann mit vier Siegen den Vizemeistertitel. Dabei ließ er u. a. den späteren Formel-1-Fahrer Heikki Kovalainen hinter sich.
2002 blieb Antinucci Manor Motorsport treu und startete für seinen Rennstall in der britischen Formel-3-Meisterschaft. Mit zwei Podest-Platzierungen belegte er am Saisonende den zehnten Gesamtrang. 2003 bestritt der US-Amerikaner seine zweite Saison in der britischen Formel 3 und wurde in dieser Saison, in der er für Carlin Motorsport und für Promatecme UK fuhr, Vierter in der Gesamtwertung. In beiden Jahren konnte er kein Rennen gewinnen. 2004 wechselte Antinucci in die japanische Formel-3-Meisterschaft und belegte in dieser Meisterschaft mit einem Rennsieg den vierten Gesamtrang.
2005 kehrte der US-Amerikaner nach Europa zurück und ging in der Formel-3-Euroserie für das Team Midland Euroseries an den Start. Dort wurde er allerdings bereits nach vier Rennwochenenden durch Nico Verdonck ersetzt. Im weiteren Verlauf des Jahres nahm er noch an einem Rennwochenende der World Series by Renault teil. Für 2006 erhielt Antinucci ein Cockpit in der Formel-3-Euroserie beim österreichischen Rennstall HBR Motorsport. Diesmal bestritt er die komplette Saison und es gelang ihm zwei Rennen zu gewinnen. Dank weiterer Podest-Platzierungen belegte er am Saisonende den fünften Platz in der Meisterschaft. Noch erfolgreicher war Antinucci beim prestigeträchtigen Macau Grand Prix, bei dem er hinter Mike Conway den zweiten Platz belegte.
2007 wechselte Antinucci in die Indy Lights zum Team seines Onkels Eddie Cheever. Mit zwei Siegen belegte er am Saisonende den 15. Gesamtrang. Sein schlechtes Abschneiden war damit zu erklären, dass er nicht bei den Oval-Rennen startete. 2008 blieb der US-Amerikaner in der Indy Lights und er bestritt seine zweite Saison für Sam Schmidt Motorsports. Erneut konnte er zwei Rennen gewinnen, diesmal startete er allerdings bei allen Rennen und gewann schließlich den Vizemeistertitel hinter Raphael Matos. 2009 gab Antinucci sein Debüt in der IndyCar Series, in der er an fünf Rennen teilnahm. Im Jahr 2010 beendete er seine Rennsportkarriere.
Nach seiner Karriere als Rennfahrer ist er für Lamborghini als Testfahrer und Renninstruktor tätig.

## Statistik

### Karrierestationen
- 1989–1997: Kartsport
- 1998: Italienische Formel Ford
- 1999: Britische Formel Renault Wintermeisterschaft
- 2000: Formel 2.0 Eurocup (Platz 4)
- 2001: Britische Formel Renault (Platz 2)
- 2002: Britische Formel-3-Meisterschaft (Platz 10)
- 2003: Britische Formel-3-Meisterschaft (Platz 4)
- 2004: Japanische Formel-3-Meisterschaft (Platz 4)
- 2005: Formel-3-Euroserie (Platz 19)
- 2006: Formel-3-Euroserie (Platz 5)
- 2007: Indy Lights (Platz 15)
- 2008: Indy Lights (Platz 2)
- 2009: IndyCar Series (Platz 27)

### Sebring-Ergebnisse
| Jahr | Team                    | Fahrzeug                | Teamkollege         | Teamkollege   | Teamkollege      | Platzierung | Ausfallgrund |
| ---- | ----------------------- | ----------------------- | ------------------- | ------------- | ---------------- | ----------- | ------------ |
| 2016 | O’Gara Motorsport       | Lamborghini Huracán GT3 | Bill Sweedler       | Townsend Bell |                  | Ausfall     | Unfall       |
| 2017 | GRT Grasser Racing Team | Lamborghini Huracan GT3 | Christian Engelhart | Rolf Ineichen | Mirko Bortolotti | Rang 24     |              |